# Francesco Fortugno
Francesco Fortugno (* 15. September 1951 in Brancaleone; † 16. Oktober 2005 in Locri) war ein italienischer Chirurg, Rechtsmediziner und Politiker. Er war Vizepräsident des Regionalrats von Kalabrien. Er wurde während seiner Amtszeit von der kriminellen Organisation ’Ndrangheta ermordet.
Neben seiner beruflichen Laufbahn war Fortugno politisch tätig. Von 1986 bis 1994 war er Mitglied der Democrazia Cristiana, dann der Nachfolgepartei Partito Popolare Italiano, die 2002 in La Margherita einging. Von 1999 bis 2001 war er stellvertretender Bürgermeister von Locri. 2001 übernahm er im Regionalrat von Kalabrien den Sitz von Luigi Meduri, der bei den Parlamentswahlen in Italien 2001 in die italienische Abgeordnetenkammer gewählt wurde. Bei den folgenden Regionalwahlen 2005 wurde Fortugno in den Regionalrat gewählt, dessen Vizepräsident er vom 15. Mai 2005 bis zu seiner Ermordung am 16. Oktober 2005 war.
Am 16. Oktober 2005 fanden in Italien Vorwahlen statt, um den Chef der linken Parteienkoalition L’Unione (Union) für die Parlamentswahlen in Italien 2006 zu bestimmen. Fortugno wurde am Tag der Vorwahlen von zwei Männern mit Pistolenschüssen niedergestreckt. Der Anschlag ereignete sich vor einem Wahllokal in Locri. Der 54-jährige Fortugno erlag noch auf dem Transport ins Krankenhaus seinen Verletzungen.
Als Grund für seine Ermordung durch die ’Ndrangheta wurde Unnachgiebigkeit dieser gegenüber vermutet, insbesondere bei der Vertragsvergabe im öffentlichen Gesundheitswesen, mit der er befasst war. Die Bevölkerung  nahm lebhaft Anteil an seinem Tod und gab durch Aushang von weißen Tüchern aus Fenstern und von den Balkonen ihren Protest kund.
Nach der Identifizierung und Verhaftung mehrerer Tatverdächtiger 2006 wurden im Februar 2009 zwei Auftraggeber des Mordes sowie der Todesschütze und sein Komplize von einem Gericht in Locri zu lebenslanger Haft verurteilt. Drei weitere Angeklagte erhielten wegen anderer Verbrechen, darunter Bildung einer mafiösen Vereinigung, Haftstrafen zwischen vier und zwölf Jahren. Ein im November 2005 wegen anderer Straftaten verhafteter Angehöriger der ’Ndrangheta, der den Ermittlungsbehörden bei der Identifizierung der Täter behilflich gewesen war, hatte sich im Jahr 2007 das Leben genommen.